# Зубарево (Шилкинський район)
Зу́барево (рос. Зубарево) — село у складі Шилкинського району Забайкальського краю, Росія. Входить до складу Галкинського сільського поселення.

## Населення
Населення — 250 осіб (2010; 240 у 2002).
Національний склад (станом на 2002 рік):
- росіяни — 98 %